# Basket Case (singolo)
Basket Case è un singolo del gruppo musicale statunitense Green Day, pubblicato il 29 novembre 1994 come terzo estratto dal terzo album in studio Dookie.

## Descrizione
Settima traccia dell'album, la canzone è in stile punk rock e presenta una strumentazione, come in gran parte delle canzoni dei Green Day, composta da chitarra elettrica, basso elettrico e batteria. 
Il testo, composto dal frontman Billie Joe Armstrong, tratta l'ansia e il sentirsi pazzi e frustrati, con uno sfondo che interessa anche il sesso e la speranza di riuscire a ritornare in se stessi.

## Cover
Mino Reitano ha eseguito nel 1998 una cover in lingua italiana della canzone, intitolata Mino dove vai?.
I Bastille ne hanno inciso una cover, pubblicata il 17 agosto 2017.

## Video musicale
Il video è il terzo in ordine cronologico dei Green Day ed è stato diretto da Mark Kohr. Su richiesta dei membri del gruppo è stato girato in un istituto mentale chiamato Agnews Developmental Center a Santa Clara, CA, e contiene molte citazioni del film  Qualcuno volò sul nido del cuculo. In origine bianco e nero, al video fu aggiunto colore solo successivamente per dargli un effetto surreale. Fu nominato agli MTV Video Music Awards del 1995 come: Video of the Year, Best Group Video, Best Hard Rock Video, Best Alternative Video, Breakthrough Video, Best Direction, Best Editing, Best Cinematography, and Viewer's Choice Award.
Nel video appaiono personaggi con delle particolari maschere che sono del tutto uguali a quelle che appaiono nel film Brazil indossate dai torturatori.

## Pubblicazione e accoglienza
Basket Case, terzo singolo del gruppo dopo Longview e Welcome to Paradise, è diventato il loro primo grande successo internazionale. Ha raggiunto la vetta della classifica Alternative Airplay, mantenendola per cinque settimane, e trainato le vendite di Dookie in tutto il mondo tra la fine del 1994 e l'inizio del 1995. Quello stesso anno ha ricevuto una nomination per il Grammy Award alla miglior performance rock di un duo o un gruppo.
Nel 2006 è stata votata dagli ascoltatori di BBC Radio 1 come la più grande canzone punk di tutti i tempi. Nel 2009 è stata invece inserita al 33º posto tra le 100 migliori canzoni hard rock di VH1.

## Tracce
CD 1
1. Basket Case – 3:01
2. On the Wagon – 2:48
3. Tired of Waiting for You – 2:30
4. 409 in Your Coffeemaker (Unmixed) – 2:49

CD 2
1. Basket Case – 3:01
2. Longview (Live) – 3:30
3. Burnout (Live) – 2:11
4. 2,000 Light Years Away (Live) – 2:49

## Formazione
- Billie Joe Armstrong – voce, chitarra
- Mike Dirnt – basso, cori
- Tré Cool – batteria

## Classifiche
| Classifica (1994/95)          | Posizione massima |
| ----------------------------- | ----------------- |
| Belgio (Fiandre)              | 26                |
| Belgio (Vallonia)             | 21                |
| Canada                        | 12                |
| Europa                        | 11                |
| Francia                       | 35                |
| Germania                      | 18                |
| Irlanda                       | 11                |
| Norvegia                      | 2                 |
| Nuova Zelanda                 | 21                |
| Paesi Bassi                   | 39                |
| Regno Unito                   | 7                 |
| Stati Uniti (alternative)     | 1                 |
| Stati Uniti (mainstream rock) | 9                 |
| Svezia                        | 3                 |